# 公羊传
《公羊傳》，為中國古代經書。是儒學十三經之一。作者是西漢景帝時人公羊壽、胡毋生（《漢書》作胡母生）。據傳，其學出自其祖，戰國時齊人公羊高。公羊高是子夏的弟子，習得春秋大義，注釋《春秋》。此外，《公羊傳》也與《左傳》、《穀梁傳》并稱爲“春秋三傳”。

## 內容
《公羊》成書年代不詳。戴宏在《公羊序》中说：“子夏传于公羊高，高传于其子平，平传于其子地，地传于其子敢，敢传于其子寿，至汉景帝时，寿乃与齐人胡毋子都著于竹帛。”《公羊傳》的思想直承《春秋》，側重於從《春秋》尊王思想延伸而成的“大一統”、“撥亂反正”觀點，哀公十四年说：“君子曷為為《春秋》？撥亂世，反諸正，莫近諸《春秋》。”“诛心”是《公羊传》的一大特色，诛心要通过对历史事件的“讥”或“贬”等来表達。西漢初年，為了取得正統地位，儒生必須以聖賢之言為依歸，由此以尊王為主的春秋公羊思想开始兴盛。
後人將此書觀點歸納為12點，即：
1. 尊王說
2. 大一統說
3. 尊君抑臣說
4. 討伐“亂臣賊子”說
5. 維護等級秩序說
6. 譏世卿說
7. 大復仇說
8. 貶斥夷狄說
9. 大居正說
10. 表彰信義說
11. 善“知權”說
12. 譏“變古”說

渡邉義浩《两汉の儒教と政治权力》總結《公羊》云：“《公羊傳》通過與經文的相應來解釋經文，因此繼承了《春秋》經的三個特點：（1）以魯國爲主體的記錄；（2）尊王的思想；（3）周朝封建制度的維持。”
“公羊傳的制度被總結爲如下七點：① 一方面强調無遂事，但一方面又允許例外（編者按：即“經權説”。见朱雷《公羊经权义》一文。），主張與經相對的權與與文相對的實；②對夷狄持有强烈到甚至不承認其存在的攘夷思想（編者按：此恐非《公羊》而爲《左氏》說。按《公羊傳》云：“然則曷爲不使中國主之？中國亦新夷狄也。”有“夷夏進退”之説。又何休云：“於所傳聞之世，見治起於衰亂之中，用心尚麤觕，故内其國而外諸夏，先詳内而後治外...於所聞之世，見治升平，内諸夏而外夷狄，...至所見之世，著治大平，夷狄進至於爵，天下遠近，小大若一。”可知《公羊》之夷夏觀非一貶夷狄而已也。）；③將君臣之義絕對化（編者按：恐亦非。今本《公羊》昭公二十五年載子家駒語云：”諸侯僭於天子，大夫僭於諸侯久矣”浦鏜云鄭注考工記繪人職引子家駒語有”天子僭天”句。按李若輝語，此句因何休欲營造”君天同尊”之説而見削。又《白虎通德論·爵》云：“天子者，爵稱也。”是知《公羊》古說非一味崇王矣。），但又期待親親之道的兩全；④相較於行爲結果，更重視行爲意志的動機主義（編者按：何休云：“君子誅意不誅事。”又董仲舒《春秋決獄》：“君子原心，赦而不誅。”）；⑤贊美讓國；⑥認可復仇（編者按：《公羊傳》：“九世猶可以復讎乎？雖百世可也。”）；⑦通過災異理解天意。”
野閒文史《春秋學：公羊傳與穀梁傳》云：“公羊傳的性格表現爲：（1）魯國主題得到了延續；（2）對王者的尊重；（3）在以絕對王者為頂點理念的封建制度中，（產生了）不與諸侯專封、世卿非禮、大夫無遂事等（觀念）。”

## 評論
鄭玄在《六藝論》中有所批評：“《左氏》善於禮，公羊善於讖，《穀梁》善於經。”
何休在《春秋經傳解詁序》称其中“其中多非常異義、可怪之論”。
東晉范甯評論《春秋》三傳的特色說：“《左氏》艷而富，其失也巫。《穀梁》清而婉，其失也短。《公羊》辯而裁，其失也俗。”《公羊傳》的成就在於發揮《春秋》的褒貶，從而找出“微言大義”和“非常異義可怪之論”（皆東漢何休語）。
鍾繇不喜《公羊傳》，他稱《左傳》為「太官」（掌管帝王膳食的官員，是少府的屬官），而稱《公羊》為「賣餅家」，意為《公羊》市井鄙俗，不能登大雅之堂。同時代的蜀漢官員孟光則相反。

《四庫全書總目》：
“《春秋公羊傳注疏》二十八卷，內府藏本：漢公羊壽傳，何休解詁，唐徐彥疏。案《漢書藝文志》：「《公羊傳》十一卷。」班固自注曰：「公羊子，齊人。」案《漢藝文志》不題顏師古名者，皆固之自注。顏師古《注》曰：「名高案此據《春秋說》彥《疏》《題詞》之文，見徐彥疏所引。」徐彥《疏》引戴宏《序》曰：「子夏傳與公羊高，高傳與其子平，平傳與其子地，地傳與其子敢，敢傳與其子壽。至漢景帝時，壽乃與齊人胡母子都著於竹帛。何休之《注》亦同。」休說見《隱公二年》「紀子伯、莒子盟於密」條下。今觀《傳》中有「子沈子曰」，「子司馬子曰」，「子女子曰」、「子北宮子曰」，又有「高子曰」，「魯子曰」，蓋皆傳授之經師，不盡出於公羊子。《定公元年傳》「正棺於兩楹之間」二句，《穀梁傳》引之，直稱沈子，不稱公羊，是並其不著姓氏者亦不盡出公羊子。且並有「子公羊子曰」，尤不出於高之明証。知《傳》確為壽撰，而胡母子都助成之。舊本首署高名，蓋未審也。又羅璧《識遺》，稱公羊、穀梁自高、赤作《傳》外，更不見有此姓。萬見春謂皆姜字切韻腳，疑為姜姓假托。案鄒為邾婁、披為勃鞮、木為彌牟、殖為舌職，記載音訛，經典原有是事。至弟子記其先師，子孫述其祖父，必不至竟迷本字，別用合聲。璧之所言，殊為好異。至程端學《春秋本義》竟指高為漢初人，則講學家臆斷之詞，更不足與辨矣。三《傳》與《經》文，《漢志》皆各為卷帙。以《左傳》附《經》始於杜預，《公羊傳》附《經》則不知始自何人。觀何休《解詁》但釋《傳》而不釋《經》，與杜異例，知漢末猶自別行。今所傳蔡邕《石經殘字公羊傳》，亦無《經》文，足以互証。今本以《傳》附《經》，或徐彥作《疏》之時所合並歟？彥《疏》，《文獻通考》作三十卷。今本乃止二十八卷。或彥本以《經》文並為二卷，別冠於前，後人又散入《傳》中，故少此二卷，亦未可知也。彥《疏》，《唐志》不載。《崇文總目》始著錄，稱不著撰人名氏，或云徐彥。董逌《廣川藏書志》亦稱世傳徐彥，不知時代，意其在貞元、長慶之後。考《疏》中「邲之戰」一條，猶及見孫炎《爾雅注》完本，知在宋以前。又「葬桓王」一條，全襲用楊士勛《穀梁傳疏》，知在貞觀以後。中多自設問答，文繁語複，與邱光庭《兼明書》相近，亦唐末之文體。董逌所云，不為無理。故今從逌之說，定為唐人焉。”

## 流派
而在公羊學獲立為官學之後，公羊學派的勢力大漲。後董仲舒著《春秋繁露》，好言“天人感應”與“陰陽災異”，“讖緯”之學大为流行。漢朝知識份子籠罩在迷信與神秘的氛圍之下。此外，董仲舒等人行春秋決獄亦依《公羊》大義。西漢主要有严彭祖、颜安乐二家春秋博士學，皆傳自董仲舒，董仲舒对《公羊传》的概括是：“周道衰废，孔子为鲁司寇，诸侯患之，大夫壅之。孔子知言之不用，道之不行也，是非二百四十二年之中，以为天下仪表，贬天子，退诸侯，讨大夫，以达王事而已”。樊宏之子樊儵删定《公羊严氏春秋》章句，世号樊氏学。張霸又删樊儵《严氏春秋》减定为二十万言，更名张氏学。到了東漢晚期，则以何休所著的《春秋經傳解诂》最為出名。
此外，西汉著作《鹽鐵論》的編纂者桓寬亦為公羊家。
東漢后，很多人對讖緯學進行了批判，公羊學自此逐漸走向沒落。公羊學派自東漢以後也幾乎消聲匿跡，六朝時期，何邵公曾被立為官學。唐代研習公羊者寥寥，然亦有徐彥為《公羊傳》原文與何休《春秋經傳解詁》進行疏証。（徐彦其人的生平与疏的成书时间有争议，一说为六朝时北朝大儒所撰。）
清代考據學興盛，學者們陸續重新對公羊傳進行研究，公羊學思想又有一次复興。清朝公羊學大盛，有名的公羊学家有十数人，這是因為乾嘉以後的清代中葉社会矛盾激化所致，“光绪中叶，海内风尚《公羊》之学”。常州公羊學派在晚清具有重要地位，武進莊存與是當時學術中的主流，他們企图从公羊学的“微言大义”中寻求解脱社会危机的出路。清代學者如：孔廣森、莊存與、劉逢祿、龔自珍、魏源、康有為、戊戌六君子等，皆屬於清代公羊學者中的重要人物。刘逢禄发挥公羊思想中的“大一统”思想，“欲攘蛮夷，光正诸夏；欲正诸夏，先正京师；欲正士庶，先正大夫。”龚自珍則抛弃庄存与、刘逢禄的隐喻的手法，大膽的對现实進行批判，他的公羊学深刻影响了晚清社会。影響所至，而有晚清戊戌变法的改革事蹟，康有为利用“三统”、“三世”说，为变法维新提供理论依据，都是引用公羊學的“微言大义”。學者杨向奎曾说：“清代从庄存与到陈立这一批公羊学者中，可以称作思想家者当推龚自珍。”但是龚自珍的公羊之学也有缺陷，龚本人发挥最多仍是“三世”说，鮮能建立自己的思想體係。梁启超就说“自珍所学，病在不深入。所有思想，仅引其绪而止”。

## 注疏
《春秋公羊傳註疏》二十八卷：即東漢何休《春秋經傳解詁》與唐徐彥疏。是最爲通行的公羊傳注疏本，同時也是十三經注疏之一。
今日的點校整理本有上海古籍出版社之《十三經注疏·春秋公羊傳注疏》（ISBN 978-7-5325-6986-1）。
《公羊義疏》七十六卷：清陳立著，是清代公羊學的代表著作之一。
今日的點校整理本有中華書局《十三經清人注疏·公羊義疏》（ISBN 978-7-101-12041-7）。

## 日本
公羊学很早传入日本。德川家康立朱子学为官学，任用儒者林罗山传授儒家思想。林羅山、林鵝峰父子为《公羊传》加上训读读音和顺序符号，1688年林鹅峰出版林羅山評點過的《公谷白文》。
今日的《公羊》日譯本有二，即
- 日原利国譯『春秋公羊伝』（《春秋公羊傳》）（抄訳、世界文学全集３『五経・論語』筑摩書房、1970年所収）
- 岩本憲司譯『春秋公羊伝何休解詁』（《春秋公羊傳何休解詁》）（伝および何休注の全訳、汲古書院、1994年） ISBN 9784762924682

## 延伸阅读
[在维基数据编辑]
 在维基文库阅读本作品原文（ 在维基共享资源阅览影像）
 《欽定古今圖書集成·理學彙編·經籍典·春秋部》，出自陈梦雷《古今圖書集成》